# Szilárd Ignác Bogdánffy

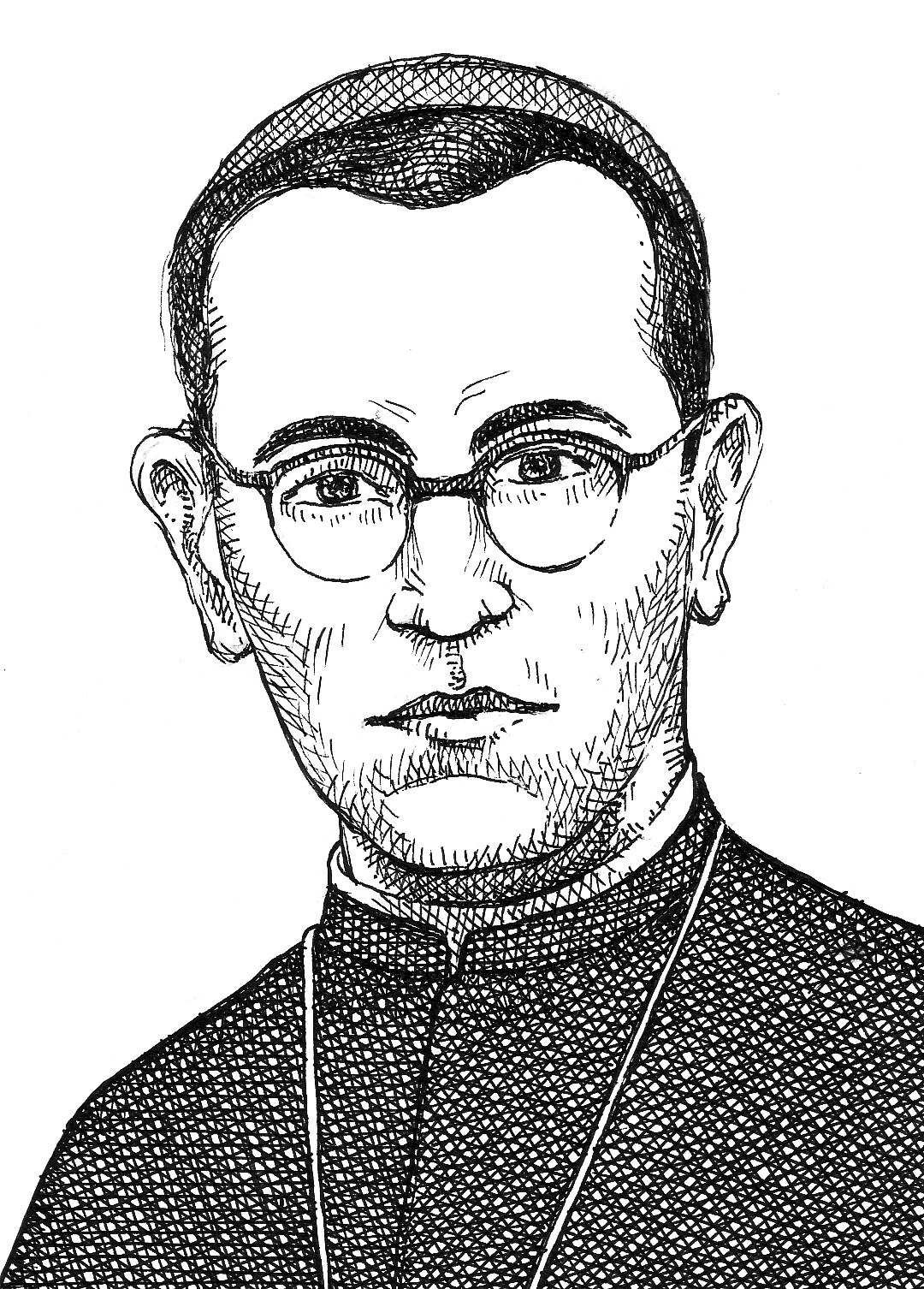
Bischof Szilárd Ignác Bogdánffy

Szilárd Ignác Bogdánffy (* 21. Februar 1911 in Feketetó, Komitat Torontál, Königreich Ungarn; † 3. Oktober 1953 in Aiud, Rumänien) war römisch-katholischer Weihbischof in Satu Mare und Oradea. Am 30. Oktober 2010 wurde er in der Basilika von Oradea (ungarisch Nagyvárad) seliggesprochen.

## Leben
Szilárd Ignác Bogdánffy wurde in der damals ungarischen Vojvodina geboren. 1925 zog die Familie nach Timișoara, wo er das Piaristengymnasium besuchte. Nach dem Abitur studierte er zwei Jahre an der Theologischen Akademie von Großwardein (ungarisch Nagyvárad) und anschließend an der Pázmány Péter Universität in Budapest. Am 29. Juni 1934 wurde er von Bischof Stefan Fiedler zum Priester geweiht. 1943 promovierte er in Philosophie und Dogmatik an der Universität Budapest. Nach seiner Rückkehr nach Rumänien im Jahr 1934 war er Geistlicher und Religionslehrer in mehreren Schulen in Großwardein; ab 1944 Theologieprofessor ebenda. Während des Zweiten Weltkrieges schützte er die Verfolgten und versteckte Juden in der Theologischen Fakultät, um ihr Leben zu retten, weshalb er von der Gestapo und der Staatspolizei ständig Drohungen erhielt.
Nach dem Zweiten Weltkrieg und der Machtübernahme durch die Russen und das kommunistische Regime in Rumänien begann die Verfolgung der katholischen Kirche. Die Regierung wollte die katholische Kirche in eine rumänische Nationalkirche umwandeln und mehrere führende Persönlichkeiten der Kirche, u. a. Szilárd Bogdánffy zwingen, darin mitzuwirken. Diese Versuche wurden aber von den Betroffenen, so auch vom Domkapitular Bogdánffy zurückgewiesen.
Am 14. Februar 1949 wurde er im Geheimen von Bischof Gerald Patrick O’Hara, interimistischer Leiter der Apostolischen Nuntiatur in Rumänien, zum Bischof geweiht. Etwa zwei Monate später wurde er verhaftet und zu zwölf Jahren Zwangsarbeit verurteilt. Vier Jahre verbrachte er in den härtesten Gefängnissen von Rumänien. Am 3. Oktober 1953 starb Weihbischof Bogdánffy im Gefängnis von Aiud (ungarisch Nagyenyed) an den Folgen der Misshandlungen und an einer Lungenentzündung, weil er keine Medikamente erhielt.

## Seligsprechung
Am 30. Oktober 2010 wurde er in der Basilika von Oradea durch Kardinal Peter Erdö und Erzbischof Angelo Amato als Märtyrer seliggesprochen.